# Horodiște (Rezina)
Horodişte è un comune della Moldavia situato nel distretto di Rezina di 1.333 abitanti al censimento del 2004

## Località
Il comune è formato dall'insieme delle seguenti località (popolazione 2004):
- Horodişte (781 abitanti)
- Slobozia-Horodişte (552 abitanti)